# 鄭雲燦
鄭 雲燦（チョン・ウンチャン、韓国語: 정운찬、1946年2月29日（戸籍上の生年月日、原因は後述）または1947年3月21日〈陰暦2月29日〉または1948年2月 - ）は、韓国の経済学者、政治家。国務総理（40代）。ソウル大学校総長（23代）、同大経済学部教授を歴任した。

## 来歴
- 1970年　ソウル大学校卒業（経済学学士）、韓国銀行行員
- 1972年　マイアミ大学経済学修士号取得
- 1976年　プリンストン大学経済博士号取得、コロンビア大学助教授
- 1978年　ソウル大学校経済学科教授
- 1983年  ハワイ大学副教授（招聘）
- 1986年  ロンドン大学経済学科客員副教授
- 1993年  ソウル大学校社会学科教務
- 1996年  ソウル大学校経済学部学部長、文化財団理事
- 1998年  第8代韓国金融学会会長、韓国金融研究院諮問委員
- 1999年  預金保険公社諮問委員
- 2000年 - 2001年 財政経済賦金金融発展審議会委員長
- 2002年  ソウル大学校社会科学大学学長
- 2002年7月-2006年7月　ソウル大学総長
- 2006年　韓国経済学会会長、ソウル大学校経済学部教授
- 2007年  第17代 韓国社会科学会協議会会長
- 2008年  第1代 ソウル大学校金融経済研究院院長
- 2009年9月29日　国務総理（～2010年8月11日）
- 2010年  済州世界7大自然景観選定汎国民推進委員会委員長
- 2018年-2020年 韓国野球委員会(KBO)総裁

## 近年の動向
2009年に首相に就任以降、世宗市問題に取り組んだ。
2010年7月4日、中央省庁移転計画撤回の法案が国会で否決された責任をとるため、李明博大統領に辞意を表明したと韓国メディアが報じ、補欠選挙などが全て終わった翌日の7月29日に公式に退陣を表明した。8月8日、後任の総理に金台鎬前慶尚南道知事が指名され（その後辞退）、8月11日に退任。
2017年5月に行われる大統領選挙への出馬も取りざたされていたが、立候補登録手続き直前の2017年4月14日に不出馬を正式に宣言した。
2019年4月3日には青瓦台（大統領府）において開催された経済界元老の懇談会に出席し、翌週に訪米する予定だった文在寅大統領に対して米韓同盟の行く末を心配する保守派の懸念を進言。米韓に北朝鮮を加えた3カ国の首脳による会談を提案したが、文より返答はなかった。

## 著書
- 한국경제 죽어야 산다（韓国経済　死中に活あり）1998
- 한국경제 아직도 멀었다（韓国経済　未だ回復せず）1999

## 人物
- 本貫は迎日鄭氏[6]。
- 元ソウル特別市長の趙淳はソウル大学校時代の恩師である[7]。
- 趣味は野球観戦で斗山ベアーズとニューヨーク・ヤンキースのファンである。2018年1月3日より韓国プロ野球を統括する韓国野球委員会(KBO)の総裁に就任、2020年12月31日に退任した[8]。

## 生年月日について
鄭自身の説明によれば、実際の生年月日は旧暦の1947年2月29日であり、一部の報道ではさらに1948年2月とされた。だが戸籍に生年が1946年と誤って登録されてしまった。その後、修正を申し出たこともあったが、証拠がないとして退けられたという。そのため年齢は実際より1歳もしくは2歳下である。国務総理のウェブサイトでも生年は1946年とされている。
グレゴリオ暦でも1946年2月29日という日付は存在しない。